# ナカバヤシ
ナカバヤシ株式会社（英: NAKABAYASHI CO.,LTD.）は、大阪府大阪市中央区北浜東と東京都板橋区東坂下に本社（登記上の本店は前者）を置くアルバムを中心とした紙製品や事務機器、育児用品の製造販売を行う企業。
アルバム・製本事業で国内最大手のシェアを有し、製本・手帳・シュレッダーや収納製品・セキュリティ製品、介護用品の一部を製造輸入販売している。
PC周辺機器メーカーでもあり、PC周辺機器はDigio2（デジオツー）というブランドで統一している。マウスを初め、キーボード、USBハブ、カードリーダーなどを輸入、販売している。なお、かつてはOA機器を扱うロアスという子会社が存在し、そのDigioブランドを継承した形となっている。

## 概要
1923年（大正12年）に創業者の中林安右衛門が大阪市内で製本所を開いたのが始まり。その後1959年（昭和34年）には手帳の製造を開始し、さらには1968年（昭和43年）から現在まで同社の代表的製品である「フエルアルバム」を製造開始し、現在も発売され続けるロングセラー商品となっている。「フヤスアルバム」という製品も存在する。OA機器はかつての子会社である「ロアス」ブランドで展開している。
紙製ながらもUVカットシートをセットした写真フレームであるVカットマットも手掛ける。
その他、同社を代表する商品には手帳があり、隠れたロングセラー商品となっている。
2008年に旺文社が販売する英語教育教材がNHK主催の教育コンテンツ国際コンクール・第35回「日本賞」のコンテンツ部門【幼児向けカテゴリー】で優秀作品に選ばれた。この教材に付属する音声ペンの供給はナカバヤシである。
1979年、草壁 焔太著の急成長会社の内紛を描く『実力専務去る』が発刊。同族企業ナカバヤシの内紛を描いた暴露本である。
2005年、チャイルドシート専門メーカーのリーマン株式会社を完全子会社化し、育児関連事業へ踏み出した。2006年9月にドイツ・ケルンで開催された国際ベビー用品展示会にチャイルドシートを出展した。
2007年、インターネットを利用してオリジナルの写真集を作成できるサービス「フエルフォトブック」のサービスを開始。
2008年にはB2B向けにもサービスを展開するなど、継続的に活発な活動を展開している。
2009年に音声ペンやセキュリティ製品等を扱うwebショップANSISTダイレクトをオープンした。なお、webショップはIT部門へ引き継ぐ形で ANSISTダイレクトは閉鎖している。
2017年には株式公開買付けにより、東芝テック株式会社の子会社だった国際チャート株式会社を子会社化している。
2020年、ナカバヤシが運営するネットショッピングモールである「フエルモール」より顧客情報が流出した。流出した可能性がある情報は顧客情報最大12万件である。
2021年、公取委が2019年10月に立ち入り検査に入り調べを続けていた「ねんきん定期便」などの作成業務の入札の談合事件で、公正取引委員会は印刷業者二十数社の独占禁止法違反（不当な取引制限）を認定する方針を固めた。公正取引委員会は再発防止を求める排除措置命令や、二十数社に対し計約14億円の課徴金納付命令を出した（ナカバヤシの課徴金は3億1071万円）。

## 沿革
- 1923年（大正12年）4月 - 中林安右衛門が大阪府大阪市浪速区河原町で、雑誌台本・図書修理を業とする「中林製本所」を開業。
- 1951年（昭和26年）6月 - 滝本安克が大阪府大阪市都島区片町で、資本金50万円、従業員18名にて「株式会社中林製本社」を設立。
- 1963年（昭和38年）7月 - 商号を「中林製本手帳株式会社」と改称。資本金1200万円に増資
- 1968年（昭和43年）11月 - フエルアルバムの製造を開始し、文具紙製品分野に進出
- 1970年（昭和45年）10月 - 商号を「ナカバヤシ株式会社」と改称。
- 1977年（昭和52年）10月 - 大阪証券取引所第二部に新規上場。
- 1981年（昭和56年）6月 - 東京証券取引所第二部に新規上場。
- 1983年（昭和58年）4月 - 東京証券取引所・大阪証券取引所第一部に指定。
- 2013年（平成25年） - 大阪証券取引所一部上場廃止。
- 2015年（平成27年）7月30日 - 滝本安克死去[5]。
- 2023年（令和5年）10月 - 東京証券取引所スタンダード市場へ市場変更[6]。

## ネットワーク

### 本社
- 大阪本社 大阪市中央区北浜東1-20
- 東京本社 東京都板橋区東坂下2-5-1（かつての東京支社）

### 支社・営業所
- 浅草橋オフィス 東京都台東区
- 堺オフィス 大阪府堺市東区
- 名古屋支店 名古屋市熱田区
- 福岡支店 福岡市東区
- 札幌営業所 札幌市中央区
- 仙台営業所 仙台市若林区
- 横浜営業所 横浜市旭区
- 広島営業所 広島市西区
- 高松出張所 香川県高松市

### 工場
- 本社工場 大阪府堺市東区
- 兵庫ナカバヤシ株式会社
  - 兵庫工場 兵庫県養父市
  - 関宮工場 兵庫県養父市
- 島根ナカバヤシ株式会社
  - 平田工場 島根県出雲市
  - 出雲工場 島根県出雲市
  - 松江工場 島根県松江市
  - 佐田工場 島根県出雲市
  - 掛合工場 島根県雲南市

## 広告・販売推進

### CMに起用された芸能人
現在
- 田牧そら - ロジカル・エアーノート

過去
- 城戸真亜子 - フエルアルバム
- ロザン - スイング・ロジカルノート

### 新婚さんいらっしゃい!のキャッチコピー
- 品質を誇るフエルアルバムのナカバヤシ
- ニューオフィスを創造するナカバヤシ
- ふれあいコミュニケーション。ナカバヤシ
- シュレッダとリサイクルシステムのナカバヤシ

一時期使用されていたが、シュレッダーによる幼児指切断事故が公になった頃から「ふれあいコミュニケーション。ナカバヤシ」のほうに戻っている。また、この変更と同時にCMもシュレッダーのものからアルバムのものへと戻った。
- 思いを守る、明日へつなぐナカバヤシ

なお、出場カップルにプレゼントされているのは、アルバムではなく、クラッシモである。

### その他の提供番組
提供開始番組は朝日放送制作、全国ネット番組の『好き! すき!! 魔女先生』であり、終了後は1972年（昭和47年）から2013年（平成25年）まで41年間にわたり『新婚さんいらっしゃい!』のスポンサーを務めていた（後継スポンサーは、ペティオ）。2013年4月以降からは『たけしの健康エンターテインメント!みんなの家庭の医学』を提供しており、2016年3月末まで務めた。なお、『クレヨンしんちゃん』のスポンサーを2017年6月末で降板。その後『熱闘甲子園』でヒッチハイクを移行されたものの、それに伴い、48年間続いた全国ネットでの提供およびヒッチハイク枠は終了となった。なお、全国ネットのスポンサーは週替わり又は特別番組などでも行っている。過去には『新婚さんいらっしゃい!』を含め朝日放送制作番組が多い。ただし、関西テレビ、読売テレビ、中京広域圏局などの制作によるレギュラー番組も1つも提供していない（スペシャル番組には提供経験はある）。東京キー局でも以前はスポット経験もある。

#### 現在
- 土曜はナニする!?（カンテレ制作、フジテレビジョン系列、2024年4月-）
- 火ドラ★イレブン（カンテレ制作、フジテレビジョン系列、2024年4月-）

#### 過去
- 好き! すき!! 魔女先生
- おはようワイド・土曜の朝に
- 必殺シリーズ（スポンサークレジットはフエルアルバムと表記）
- M-1グランプリ（2006年・2007年）
- 芸能人格付けチェック（2005年 - 2007年、2009年 - 2012年、2014年、2015年）
- 新婚さんいらっしゃい!
- たけしの健康エンターテインメント!みんなの家庭の医学

※新婚さん降板後、2013年4月2日放送3時間SPより提供開始、ただし、ご覧のスポンサー扱い。当番組が休止される場合、同系列のロンドンハーツ3時間SPなどに差し替えて提供する事がある。上記の通り、2016年3月末で降板。後継スポンサーは三和シヤッター。
以上はいずれも、朝日放送（ABCテレビ）制作の番組。
- クレヨンしんちゃん（2016年4月〜同年6月、同年9月〜2017年6月。※毎週、週替で提供）
- 熱闘甲子園（2017年 - 2019年 ヒッチハイク）
- 報道ステーション（関西ローカル、月・水曜）

以上はいずれも、テレビ朝日制作の全国ネット番組。
- ダウンタウンDX（読売テレビ制作、日本テレビ系列、2008年4月〜2016年3月。）
- 和風総本家（テレビ大阪制作、テレビ東京系列、2008年4月〜12月。）
- プレバト!!（毎日放送制作、TBS系列、2016年7月、8月、その後も不定期で提供）
- ちちんぷいぷい（毎日放送、関西ローカル）
月曜のコーナー「たむらけんじの学校に行こッ!」のスポンサー

### その他
2014年にセレッソ大阪のスポンサー契約を締結し、2018年2月より公式ユニフォーム（パンツ）スポンサーとして参加している。

## 関連会社
- 国際チャート株式会社 - 記録紙・記録計用品の製造・販売
- フエル販売株式会社 - アルバム、事務機器などの販売
- 兵庫ナカバヤシ株式会社 - 印刷、書籍製本加工、修理製本、軸装
- 島根ナカバヤシ株式会社 - アルバム、手帳、事務機器などの製造
- 株式会社ミヨシ - コンピュータ用ケーブルなどの製造・販売
- リーマン株式会社 - チャイルドシートなどの製造・販売
- 日本通信紙株式会社 - 印刷加工、ロール紙加工、情報処理などの加工
- ウーマンスタッフ株式会社 - 労働者派遣・人材紹介
- フランクリン・プランナー・ジャパン株式会社 - システム手帳の製造・販売
- 株式会社松本コロタイプ光芸社 - アルバムの企画・デザイン・編集・製造
- カグクロ株式会社 - オフィス家具の製造・販売
- 松江バイオマス発電株式会社 - 木質バイオマス発電
- リーベックス株式会社 - 介護・防犯用品の製造・販売
- 有限会社マルヨシ民芸家具 - 木製高級家具の企画・製造・販売
- 株式会社八光社 - ラベル・シール・特殊印刷の企画・製造
- フエルネット株式会社 - EC関連サービスの運営
- 寧波仲林文化用品有限公司
- 仲林(寧波)商業有限公司
- NCL VIETNAM CO.,LTD.
- 株式会社サンレモン - ぬいぐるみの製造・販売

### かつての関連会社
- ナコル - 元子会社（パチンコ周辺機器メーカー）
- ロアス - 元子会社